# Carnaval in Rio de Janeiro

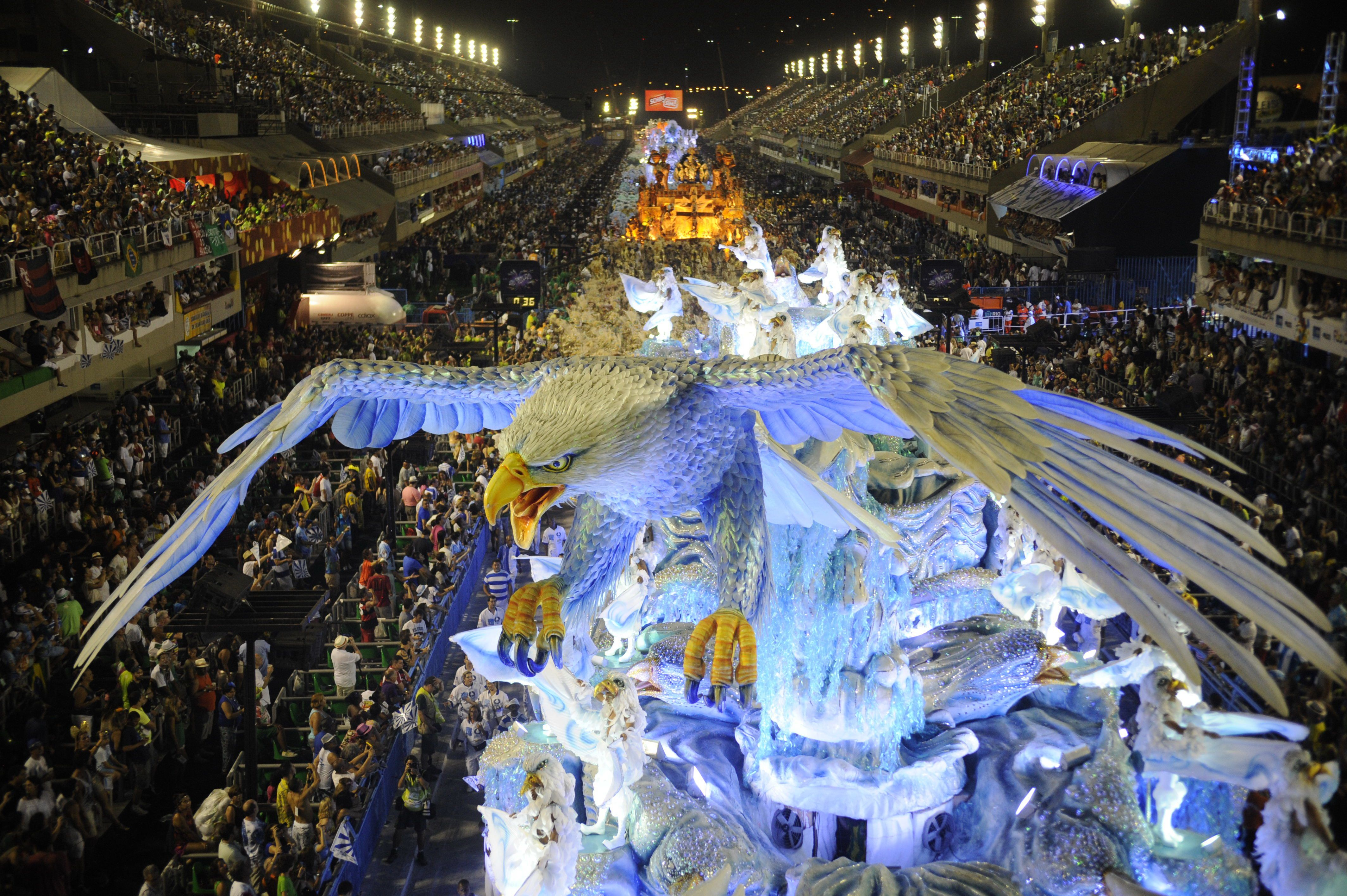
De sambaschool Portela tijdens de optocht door de Sambadrome

Net als in alle andere katholieke landen waar een traditie van vasten bestaat, wordt in Brazilië en met name in Rio de Janeiro carnaval gevierd. Het grote carnaval biedt de inwoners nog een laatste kans om zich in het feestgedruis te begeven voor een periode van matiging en vasten aanbreekt. Het carnaval van Rio de Janeiro wordt grotendeels georganiseerd door de inwoners van de favela’s, de krottenwijken van Rio. Het hele feest duurt vier dagen en eindigt op de dag voor Aswoensdag, wanneer de vasten beginnen.

## Parades
Het hoogtepunt zijn de parades, die sinds 1984 worden gehouden in de Sambadrome. Elke sambaschool krijgt dan 80 minuten om door de Sambadrome te trekken. Deze parades worden gezien als een competitie tussen de verschillende wijken en sambascholen. Elke optocht heeft een thema en maakt gebruik van uitbundig uitgedoste danseressen en praalwagens. Aan de parades doen meer dan honderden sambascholen mee en op sommige carnavalsdagen komt het voor dat er meer dan 2 miljoen mensen participeren in alle festiviteiten.

## Buurtbals
Verder zijn de zogenaamde buurtbals belangrijke onderdelen. Van sommige buurtbals gaat de geschiedenis terug tot in de 18e eeuw.